# Мысы (Омская область)
Мысы — деревня в Крутинском районе Омской области, входит в состав Новокарасукского сельского поселения.

## История
Основана в 1884 году. В 1928 году деревня состояла из 61 хозяйства, основное население — русские. В административном отношении находилась в составе Усть-Логатского сельсовета Крутинского района Омского округа Сибирского края.

## Население
| 2010 |
| ---- |
| 25   |

## Улицы
В деревне имеются две улицы: Заречная и Зелёная.